# William Morris

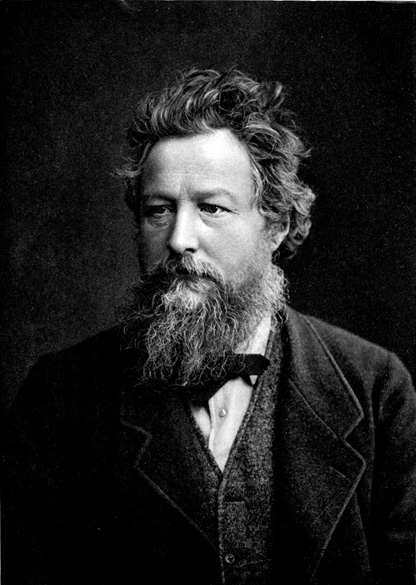
William Morris

William Morris (* 24. März 1834 in Walthamstow; † 3. Oktober 1896 in London) war ein britischer Maler, Architekt, Dichter, Kunstgewerbler, Ingenieur und Drucker. Er war weiter einer der Gründer des Arts and Crafts Movement und früher Begründer der sozialistischen Bewegung in Großbritannien.

## Leben

### Kindheit und Ausbildung

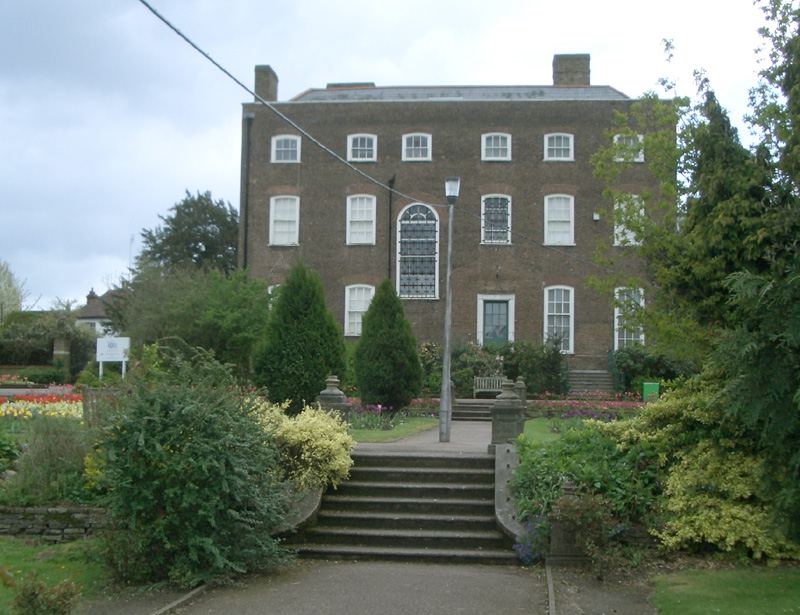
Das Geburtshaus von William Morris in Walthamstow, heute William Morris-Gallery im Lloyds-Park

Die Familien Burne-Jones und Morris 1874

William Morris wurde am 24. März 1834 im Elm House in Walthamstow bei London geboren, damals noch ein kleines Dorf jenseits der Großstadt. Sein Vater war Partner in einer Börsenmaklerfirma und hinterließ nach seinem Tod 1847 der Familie ein großes Vermögen. Die Kindheit von William Morris verlief glücklich, er zeigte jedoch noch nicht seine künstlerische Begabung. Im Alter von 13 Jahren besuchte Morris das neu gegründete Internat Marlborough College, das viel Wert auf Freiheit legte und weniger auf Disziplin achtete. Dort lernte er Handarbeiten und kam mit der High-Church-Bewegung in Kontakt. Er verließ das Marlborough College in der Absicht, ein Theologiestudium anzutreten und Priester zu werden.

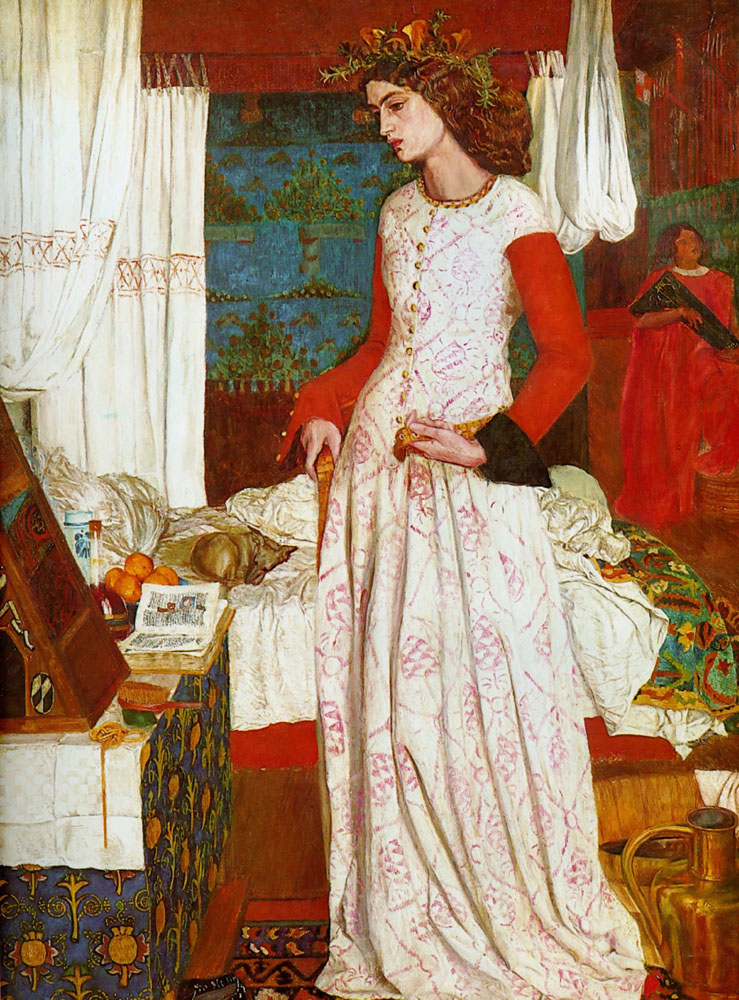
William Morris: Königin Guinevere, 1858 (Tate Gallery)

Mit dem Frühjahrs-Trimester 1853 nahm William Morris das Studium am Exeter College der University of Oxford auf, an dem zu dieser Zeit die Lehre und Disziplin nicht besonders ernst genommen wurden. Sein Tutor sprach William Morris jeden literarischen Geschmack ab und bescheinigte ihm keine besonders hohe Intelligenz.
William Morris war von der Stadt Oxford begeistert, den Universitätsbetrieb schätzte er jedoch weniger. Im ersten Semester freundete er sich mit Edward Burne-Jones an, der sein engster Freund während des Studiums blieb, da beide nicht viel mit ihren Mitstudenten gemeinsam hatten. Burne-Jones machte Morris mit seinen ehemaligen Mitschülern von der King Edward’s Grammar School in Birmingham bekannt, die am Pembroke College studierten und in deren Gesellschaft er sich wohlfühlte.
Dort wurde er von den Ideen John Ruskins beeinflusst und schloss neben Burne-Jones mit Dante Gabriel Rossetti, Ford Madox Brown, und Philip Webb Freundschaft. Er traf dort auch Jane Burden, seine zukünftige Frau, die aus der Arbeiterklasse stammte. Ihre blasse Haut und das kupferrote Haar galten Morris und seinen Freunden als Zeichen ausgesprochener Schönheit, die später in Porträts von Morris und Dante Gabriel Rossetti ihren Ausdruck fand.
Als sie 1856 nach London zogen, übernahmen Morris (Spitzname „Topsy“) und Edward Burne-Jones (genannt „Ned“) die Räume am Red Lion Square, die Rossetti sich mit Walter Deverell geteilt hatte. Da es keine Möbel gab, machte sich Morris ans Werk, Tische, Stühle, Schränke und eine Sitzbank zu entwerfen, die ein Tischler dann vor Ort herstellte. Rossetti beschrieb sie als „stark mittelalterlich“ und überredete Burnes-Jones und Morris, diese mit ihren Gemälden zu verzieren. Auch Rossetti steuerte Entwürfe bei. Dieses wachsende Interesse an der Handwerkskunst des Einzelnen führte 1861 schließlich zur Firma Morris & Co.

### Schaffen

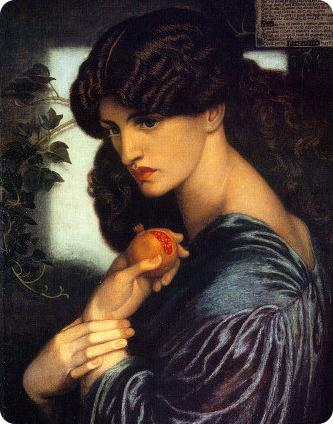
Dante Gabriel Rossetti: Jane Morris als Proserpina (1874)

Morris und Burne-Jones gehörten bereits zu der Nachfolge-Generation der Präraffaelitischen Bruderschaft. Sie lehnten industrielle Entwürfe und Architektur ab und suchten eine Rückkehr zur individuellen Handarbeit; sie sahen den Handwerker als Künstler. Damit begründeten sie die Arts und Craft Bewegung.

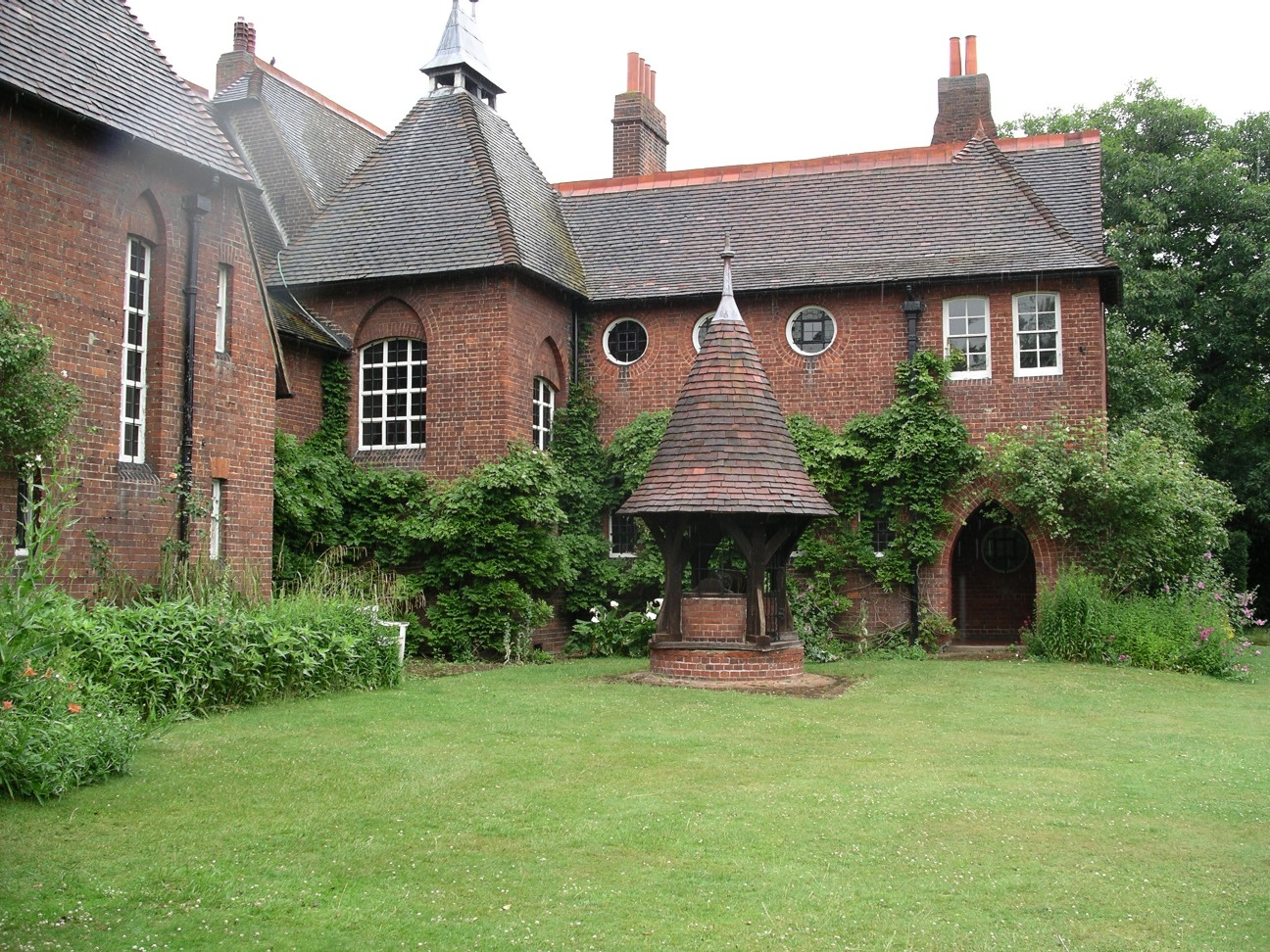
Morris’ Haus in Kent, das Red House

William Morris war zuerst in einem Architektenbüro angestellt, fühlte sich dann aber mehr und mehr zur Inneneinrichtung und Dekoration hingezogen. Zusammen mit Philip Webb baute er das Red House in Bexleyheath, Kent, sein Hochzeitsgeschenk für Jane. Hier nahmen auch seine Designideen erste Gestalt an.
1858 erschien seine erste Gedichtsammlung unter dem Titel The Defense of Guenevere and other Poems. Dabei handelt es sich um die erste Veröffentlichung von Gedichten der englischen Präraffaeliten überhaupt, die von den Kritikern zunächst entweder nicht zur Kenntnis genommen oder aber scharf kritisiert wurden. Im Laufe der 1860er Jahre begann Morris mit den Arbeiten an einem umfassenderen dichterischen Werk, das in vier Bänden unter dem Titel The Earthly Paradise zwischen 1868 und 1870 veröffentlicht wurde und an die Struktur der Canterbury Tales von Geoffrey Chaucer angelehnt ist. In alternierender Folge werden klassische und nordirische mythologische Geschichten im Jahreskreis arrangiert. Diese erfolgreiche vierbändige Sammlung begründete Morris’ Ruf als renommierter Dichter und führte 1877 zu zwei Nominierungen für die angesehene Stelle als Professor of Poetry in Oxford einerseits sowie die Nachfolge von Alfred Tennyson als poet laureate andererseits. Morris lehnte jedoch diese beiden Berufungen ab.
Zentrale Stoffquellen in dem poetischen Werk von Morris sind die mittelalterliche Welt sowie verschiedene mythologische Stoffsammlungen. Auch in seinen zahlreichen Prosaübersetzungen von Sagas aus dem Isländischen seit 1869 und des Beowulf 1895 sowie in seinen Versübersetzungen der Aeneis Vergils von 1876 und der Odyssee Homers von 1887 ist sein ausgeprägtes Interesse an der Mythologie deutlich zu erkennen. Wie auch in seiner Vertiefung in die alten Formen des Kunsthandwerks zeigt sich in Morris’ literarischem Schaffen das Bemühen, alte Formen, Texte und Stoffe wieder zum Leben zu erwecken und sie weiterzuentwickeln.
William Morris heiratete Jane Burden am 26. April 1859 in der St Michael’s Church, Oxford.
Im Red House kamen zwei Töchter zur Welt, Jane Alice (Jenny), geboren im Januar 1861, und Mary (May) (März 1862–1938), die Herausgeberin der Werke ihres Vaters wurde.

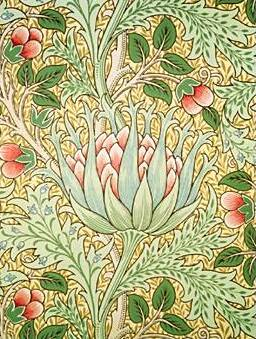
„Artischocke“, Tapete, Entwurf von John Henry Dearle für William Morris & Co., etwa 1897 (Victoria and Albert Museum)

Nachdem die Familie das Red House, in Upton, Bexleyheath aufgeben musste, zogen sie nach London und wohnten von 1865 bis 1872 Queen Square, Bloomsbury.
Die Firma und sein Büro richtete er am Red Lion Square No. 26 ein, wo sich hinter dem Haus die Werkstätten befanden.
Später lebten sie auch im Sommerhaus Kelmscott Manor, in der Nähe von Lechlade in Gloucestershire, das heute der Society of Antiquaries of London gehört und der Öffentlichkeit zugänglich ist. Zwischen 1871 und 1874 wohnte auch Dante Gabriel Rossetti dort, der Jane als Modell für Porträts wählte und mit dem sie eine Liaison hatte. Morris entfloh dieser Situation nach Island, wo er sich Kenntnisse über isländische Legenden erwarb. Diese bildeten später eine Grundlage seiner Romane und Dichtungen.
Wie viele seiner Zeitgenossen kannte und liebte Morris das Leben auf dem Land. Er liebte das Fischen in der Themse und insbesondere Blumen und Vögel, die in vielen seiner Arbeiten vorkommen – jedoch war er auch glücklich, wenn er sie mit seinem Gewehr in Stücke zerschoss. Er hatte eine gewalttätige Seite und in seinen unkontrollierbaren Wutausbrüchen, in denen er fast ohnmächtig wurde, manifestierten sich wahrscheinlich die epileptischen Gene mütterlicherseits, die später bei seiner Tochter Jenny tragischerweise zu Tage traten.
Im Jahr 1861 gründete er die Firma Morris, Marshall, Faulkner & Co. gemeinsam mit Charles Joseph Faulkner (1833–1892), Peter Paul Marshall (1830–1900), Dante Gabriel Rossetti, Edward Burne-Jones, Ford Madox Brown und Philip Webb, in der Möbel, Wanddekorationen und Glasgemälde hergestellt wurden. Rossetti und Madox Brown verließen 1874 die gemeinsame Firma; Morris blieb jedoch und arbeitete dort sein ganzes Leben lang. Die Firma änderte allerdings von Zeit zu Zeit ihren Namen. Der bekannteste ist Morris and Company. Seine Entwürfe werden heute noch unter Lizenz von den Londoner Firmen Sanderson and Sons und Liberty vertrieben. Messrs. Morris & Co. eröffneten 1881 in New York eine Zweigstelle, die von Elliot & Godwin am Union Square geführt wurde. Sie führten eine exzellente Auswahl von Teppichen, Tapeten, Tapisserien und Wandbehängen in unterschiedlichen Farben.
In den 1870er Jahren widmete Morris sich gleichermaßen wiederum seinem literarischen Schaffen. 1873 entstand sein in der Form des vorelisabethanischen Dramas verfasstes Versdrama Love is Enough or the Freeing of Pharamond, A Moralitymit der Bearbeitung einer Geschichte aus den walisischen Mabinogion sowie einer Neugestaltung der isländischen Völsunga-Saga, The Story of Sigurd the Volsung and the Fall of the Niblungs, die er 1870 ins Englische übersetzt hatte und deren Stoff er bereits zuvor in The Earthly Paradise verwendet hatte. Diese Werke wurden von seinen Zeitgenossen abgelehnt und erst in den 1920er Jahren wieder rezipiert.
In den Jahren zwischen 1877 und 1885 publizierte Morris vor allem Sachtexte, Vorträge zur Kunst oder zum Kunsthandwerk und in wachsendem Maße politische Schriften. 1877 gründete er eine Gesellschaft zum Erhalt historischer Bauwerke (Society for the Protection of Ancient Buildings).
Hieraus entstand indirekt der National Trust.
William Morris früheste Experimente in der Herstellung von handgeknüpften Teppichen datieren von 1878, als er Webstühle auf dem Grundstück von Morris & Co., 26 Queen Square, Bloomsbury, aufstellte. Innerhalb eines Jahres hatte er das frühere Kutschengebäude seines Kelmscott House in Hammersmith mit größeren Webstühlen ausgestattet und beschäftigte ein Team von 6 Frauen für das Teppichknüpfen. Als Morris & Co. 1881 nach Merton Abbey in Surrey umzog, war es dann möglich, größere Brücken und Teppiche herzustellen, für die sie jedoch den Namen „Hammersmith“ behielten (um sie von seinen maschinell gewebten Erzeugnissen zu unterscheiden).

Es wurden ungefähr 100 Teppiche nach den Entwürfen von Morris und Dearle hergestellt. Ungefähr um 1890 war Morris weniger mit der Teppichherstellung beschäftigt. Die danach entstandenen neuen Muster waren größtenteils die Arbeit seines Assistenten John Henry Dearle (1860–1932). Es gab jedoch eine Übergangsperiode, in der beide in verschiedenen Kunstgattungen zusammenarbeiteten, besonders bei großen Aufträgen. Morris beschäftigte viele talentierte Künstler und Kunsthandwerker. John Henry Dearle arbeitete für Morris & Company von 1878 bis zu seinem Tode 1932. Er wurde Hauptdesigner für die Rapport-Muster der Firma und war Art Director nach Morris’ Tod. Ihm wird das Muster „Honeysuckle“ (Geißblatt) zugeschrieben und Kate Faulkner entwarf „Vine & Pomegranate“ (Wein und Granatapfel)
Als 1892 der größere der Ardabil-Teppiche in London zum Verkauf angeboten wurde, beauftragte das Victoria and Albert Museum den Designer William Morris, den Teppich zu begutachten. Nachdem er berichtete, der Teppich sei „von einzigartiger Perfektion… und folgerichtig wunderschön“, drängte er das Museum, ihn zu kaufen.

Emblem der Hammersmith Socialist Society

William Morris und seine Tochter Mary „May“ Morris, gehörten zu den ersten britischen Sozialisten. Sie legten gemeinsam mit Eleanor Marx, Edward Aveling und Engels die Grundlage zur sozialistischen Bewegung. Im Jahr 1883 trat William Morris der Social Democratic Federation bei; nach der Spaltung der englischen Sozialisten gründete er 1884 die alternative Institution der Socialist League. News from Nowhere, einer seiner bekannteren Romane, beschreibt die Utopie einer idealen sozialistischen Gesellschaft.
Zu Beginn der 1890er Jahre schränkte er aufgrund seiner fortschreitenden Gicht sein Engagement in der sozialistischen Bewegung ein. Teile der viktorianischen Öffentlichkeit interpretierten diesen krankheitsbedingten Rückzug als Distanzierung zum Sozialismus und Rückkehr von den politischen Irrwegen zu seiner eigentlichen künstlerischen Berufung. Die eigenen Äußerungen von Morris hingegen bestätigen diese Auffassung nicht.

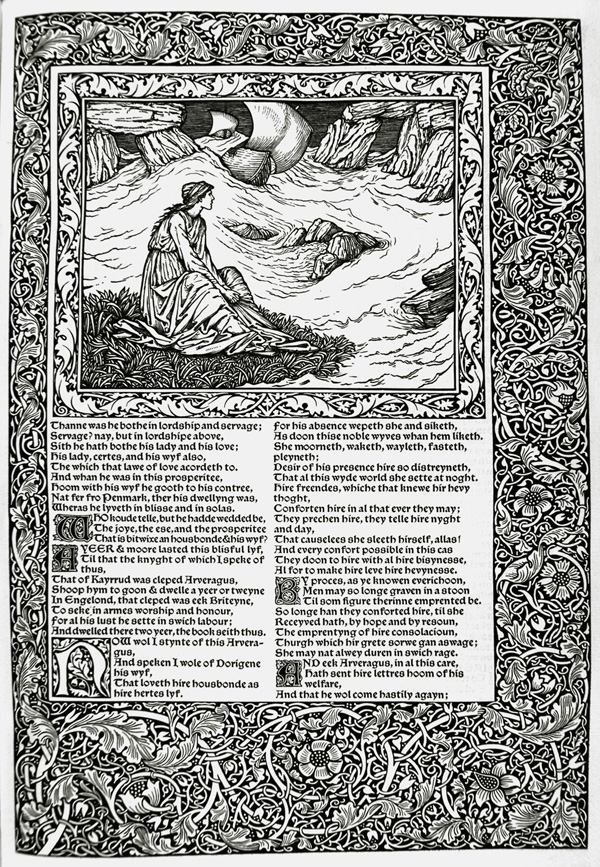
Seite aus dem „Kelmscott Chaucer“. Druck Kelmscott Press, Illustration Edward Burne-Jones, Typografie William Morris, 1896

Morris’ Märchenroman The Wood Beyond the World übte einen starken Einfluss auf C. S. Lewis Narnia-Bücher aus. J. R. R. Tolkiens Werk zeigt ebenfalls Abhängigkeiten von Morris’ Darstellungen frühen germanischen Lebens, wie etwa in The House of the Wolfings oder The Roots of the Mountains.
William Morris beschreibt seine Idealvorstellung einer Gesellschaft in seinem utopischen Roman News from Nowhere (dt. Kunde von Nirgendwo). In dieser Welt arbeiten die Menschen nur aus Vergnügen und verschenken ihre hochwertigen Handarbeiten an diejenigen, die sie wertschätzen. Diesen Wunsch versuchte Morris durch verschiedene Initiativen zu erfüllen und musste immer feststellen, dass sich seine qualitativ hochwertigen Produkte nur Leute der wohlhabenden Gesellschaftsschicht leisten konnten. Die anderen mussten sich – zu Morris Bedauern – mit maschinell hergestellten Möbeln einrichten.
Im Januar 1891 gründete William Morris die Kelmscott Press in Hammersmith bei London, um qualitativ hochwertige Bücher herzustellen. Er entwarf Drucktypen wie seine „Golden Type“, die vom frühvenetianischen Drucker Nicolas Jenson beeinflusst war. Die Dekorationen folgten mittelalterlichen Holzschnitten des 15. Jahrhunderts. Die Auswahl von Papier und Druckfarben sowie der Sinn für das gesamte Druckerzeugnis machten die Kelmscott Press zur berühmtesten privaten Druckerei ihrer Zeit. Bis zu ihrer Schließung im Jahr 1898 wurden in ihr 53 Buchausgaben hergestellt. Heute gilt die Ausgabe der Canterbury Tales von Geoffrey Chaucer, auch „Kelmscott Chaucer“ genannt, als eines der schönsten je hergestellten Bücher. Die Kelmscott Press hat viele nachfolgende Privatdruckereien beeinflusst.
Zusammen mit Walter Crane und Dante Gabriel Rossetti war Morris einer der wichtigsten Mitglieder des Arts and Crafts Movement.
William Morris starb im Jahr 1896 und wurde auf dem Friedhof bei Kelmscott in Oxfordshire beigesetzt.
Die William-Morris Gallery in Walthamstow zeigt eine Auswahl seiner Werke.
Siehe auch → Kelmscott Press

## Werk

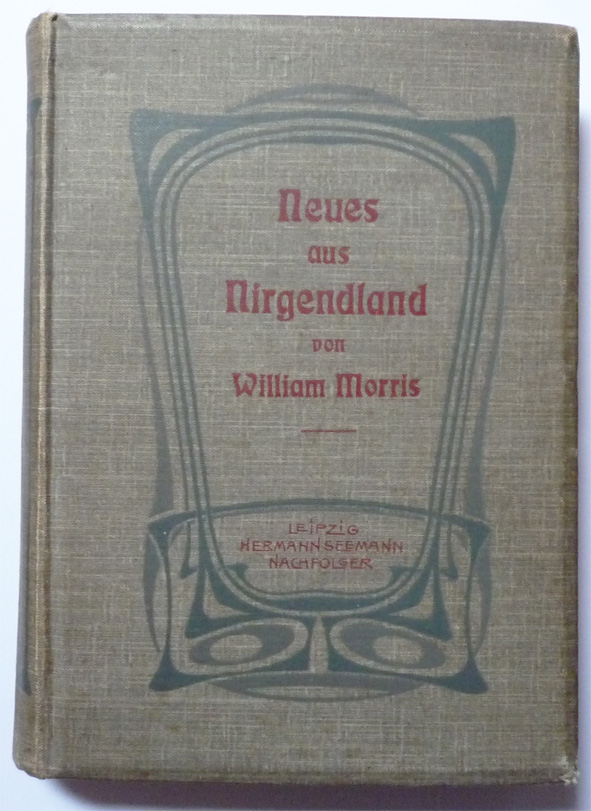
Erste vollständige deutsche Ausgabe, Seemann, Leipzig 1901

### Schriftstellerisches Werk
- The Haystack in the Floods
- The Defence of Guinevere, and other Poems (1858)
- The Life and Death of Jason (1867)
- The Earthly Paradise (1868–70)
- The Story of Sigurd the Volsung and the Fall of the Nibelungs (1876)
- Love is Enough, or The Freeing of Pharamond (1872)
- A Dream of John Ball (1886)
- A Tale of the House of the Wolfing and All the Kindreds of the Marks (1888)
- A King’s Lesson, (1888)
- The Roots of the Mountains (1889)
- News from Nowhere (1890, dt. Kunde von Nirgendwo 1900, ISBN 3-7466-0048-0)
  - Neues aus Nirgendland. Ein Zukunftsroman. Aus dem Englischen übersetzt von Paul Seliger. Seemann, Leipzig 1901
  - Kunde von Nirgendwo. Ein utopischer Roman, Herausgegeben von Wilhelm Liebknecht. J. H. W. Dietz, Stuttgart 1920
  - Kunde vom Nirgendwo. Roman. Aus dem Englischen von Natalie Liebknecht und Clara Steinitz, durchgesehen von Wilhelm Liebknecht; durchgesehen und vervollständigt von Sarah Janke. Edition Nautilus, Hamburg 2016. ISBN 978-3-96054-020-5

- The Story of the Glittering Plain (1890)
- The Well at the World's End (1892, dt. Die Quelle am Ende der Welt 1981, ISBN 3-404-24015-4), Digitalisat Ausg. 1896
- Child Christopher (1895)
- Goldilind the Fair (1895)
- The Wood Beyond the World (1892, dt. Die Zauberin jenseits der Welt 1984, ISBN 3-404-20057-8)
- The Storie of the Sundering Flood (1896, dt. Das Reich am Strom 1980)
- How I became a Socialist. Reprinted from Justice. Twentieth Century Presse, London 1896
- A summary of the principles of socialism. Written for the Democratic Federation by H. M. Hyndman and William Morris. Reeves, London 1896
- The Hollow Land (1897)
- The Water of the Wondrous Isles, 1897
- Svend and His Brethern, 1901
- Kunsthoffnungen und Kunstsorgen, in 5 Bdn., Leipzig 1901/1902 Digitalisierte Ausgabe
- The Story of the Unknown Church, 1904
- Gertha’s Lovers, 1905
- The Wolf’s Head and the Queen, 1931 (mit John Martin)
- Das schimmernde Land, 1985, ISBN 3-404-72041-5, The Glittering Plain, 1973

William Morris übersetzte weiterhin eine Reihe mittelalterlicher und klassischer Werke, unter anderem Sammlungen isländischer Sagen, Vergils Aeneis (1875) und Homers Odyssee (1887). Seine Reflexionen über die Buchkunst sind posthum in einer Ausgabe The Ideal Book. Essays and Lectures on the Art of the Book (University of California Press 1982, deutsche Übersetzung Das ideale Buch. Essays und Vorträge über die Kunst des schönen Buches, Göttingen 1986) gesammelt.